# Brachymenium daguense
Brachymenium daguense là một loài Rêu trong họ Bryaceae. Loài này được (Besch.) Paris mô tả khoa học đầu tiên năm 1900.